# Alina Pogostkina

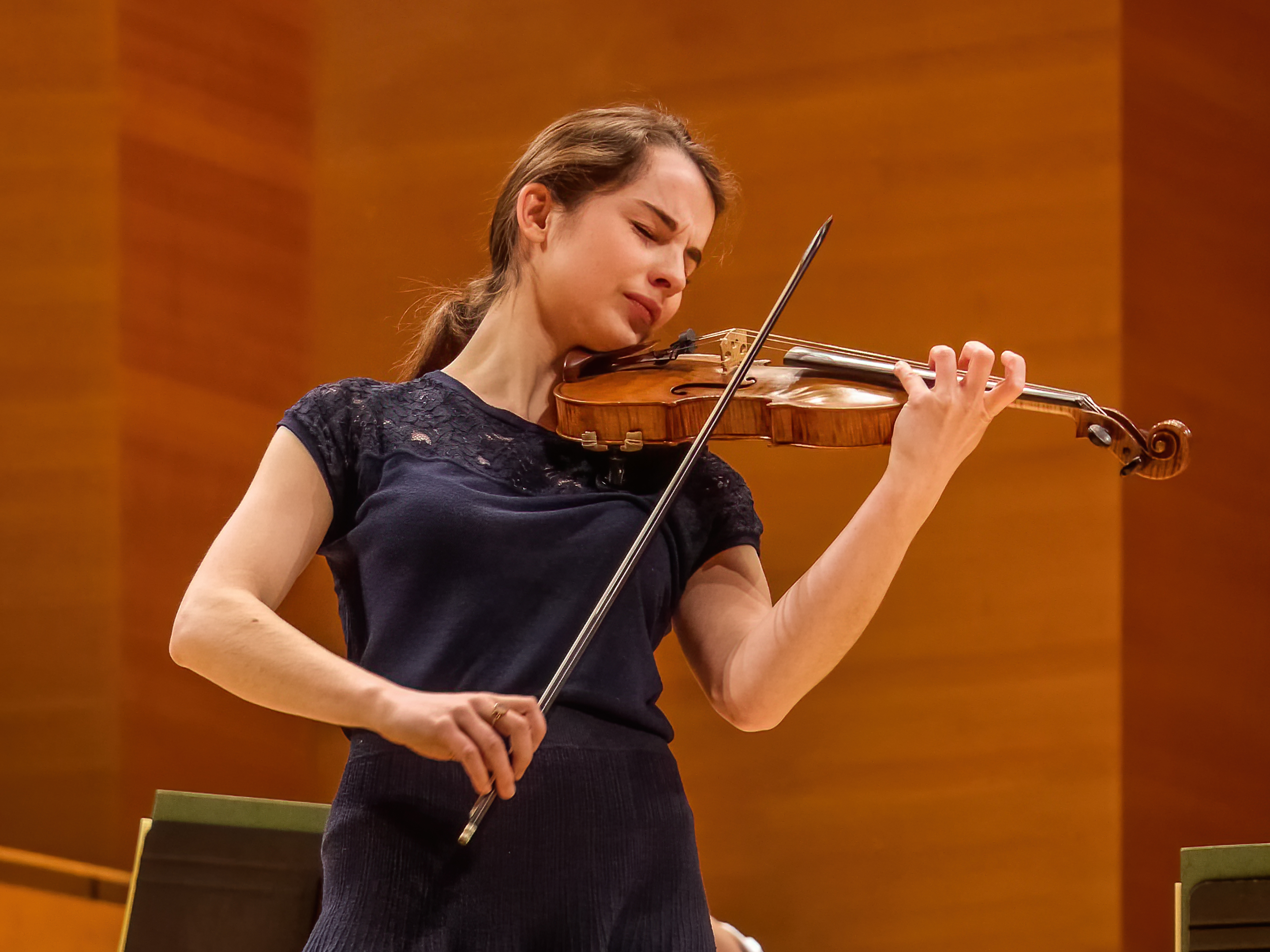
Alina Pogostkina

Alina Pogostkina (* 18. November 1983 in Leningrad, Sowjetunion) ist eine deutsche Geigerin.

## Leben
Alina Pogostkina stammt aus einer Musikerfamilie. Der Vater Alexander ist Geigenlehrer, die Mutter ist Geigerin in einem Orchester. Seit ihrem vierten Lebensjahr wurde Alina Pogostkina von ihrem Vater unterrichtet. Nach dem Zusammenbruch der Sowjetunion erhielt der Vater monatelang keinen Lohn. Daraufhin wanderte die Familie 1992 nach Heidelberg aus.
Einige Monate schlug sich die Familie mit Straßenmusik durch, bevor Alina auf Geburtstagen kleine Konzerte gab oder in Kirchen spielte. Seit dem Ende der Grundschulzeit nahm Alina Pogostkina auf Drängen ihres Vaters an Violinwettbewerben teil, die sie früher verabscheute: „Für mich hat das wenig mit Musik zu tun, das ist eher Sport.“ Heute lebt sie in Berlin am Prenzlauer Berg. Sie studierte an der Hochschule für Musik „Hanns Eisler“ Berlin. Dort war Christoph Poppen ihr Lehrer, seit 2004 nahm sie Unterricht bei Antje Weithaas. Sie nahm an Meisterkursen bei Dorothy DeLay, Ruggiero Ricci, Dimitri Sitkovetzky und Tibor Varga teil und vertiefte am Mozarteum Salzburg bei Reinhard Goebel das Studium der Barockgeige auf einer Camillo Camilli von 1752.
Alina Pogostkina gehörte zu den von Andreas Morell in 3sat so genannten „Neuen Geigerinnen“, soll heißen: international gefeierte Solistinnen, die in kurzer Zeit zu Shootingstars avancierten. Zu diesen zählte Morell neben Pogostkina Leila Josefowicz (* 1977, Kanada), Janine Jansen (* 1978, Niederlande), Lisa Batiashvili (* 1979, Georgien) und Baiba Skride (* 1981, Lettland).
Seit September 2023 hat Alina Pogostkina als Nachfolgerin von Adelina Oprean die Stelle als Professorin für Violine an der Hochschule für Musik in Basel.

## Auftritte
Die Künstlerin tritt bei Musikfestivals wie den Schwetzinger Festspielen, dem Mozartfest Würzburg, dem Schleswig-Holstein Musikfestival, den Festspielen Mecklenburg-Vorpommern und in Aspen (USA), den Weilburger Schlosskonzerten, den Salzburger Festspielen zusammen mit Gidon Kremer, den Dresdner Musikfestspielen und dem Kammermusikfest Lockenhaus auf. Sie spielte auch mit Yuri Bashmet und Menaham Pressler zusammen bei Chamber Music Connects the World der Kronberg Academy.
2010 war sie in der Uraufführung von Nicolas Bacris Quasi una fantasia für drei Soloviolinen und Orchester op. 118 im Festspielhaus Baden-Baden zu hören. Sie spielte dabei zusammen mit Lisa Batiashvili, Baïba Skride und dem Mahler Chamber Orchestra unter dem Dirigat von Constantinos Carydis.

## Solistin
Als Solistin spielte sie unter anderem mit dem Russischen National-Orchester, dem Orchestre National de Belgique, dem China National Symphony Orchestra, dem Nederlands Philharmonisch Orkest, dem Mozarteum-Orchester Salzburg, dem MDR-Sinfonieorchester, den Prager Symphonikern, dem Orchester der Komischen Oper Berlin, dem Kremerata Baltica, den Budapester Symphonikern, dem BBC Scottish National Orchestra, dem Hallé Orchestra und dem City of Birmingham Symphony Orchestra.
Sie arbeitete mit Dirigenten wie Michail Pletnjow, Gennadi Roshdestvensky, Sir Roger Norrington, Gilbert Varga, Marek Janowski, Christoph Eschenbach, Hartmut Haenchen und Mikko Franck.

## Instrument
Alina Pogostkina spielt auf einer Barockgeige von Camillo Camilli aus dem Jahr 1752.

## Auszeichnungen
- 1995: 1. Preis des 1. Internationalen Louis-Spohr-Wettbewerbs in Weimar[1][7]
- 1997: 1. Preis des 7. Internationalen Louis-Spohr-Violin-Wettbewerbs in Freiburg, als jüngste Teilnehmerin[5]
- 1998: 1. Preis beim Bundeswettbewerb Jugend musiziert, als jüngste Teilnehmerin
- 1999: „Prix de l’espoir“ der Kultur-Fördergemeinschaft der Europäischen Wirtschaft

Preisträgerin beim Concours Tibor Varga in Sion
6. Preis beim Concours Long-Thibaud in Paris
- 2001: 4. Platz beim Concours Reine Elisabeth in Brüssel[1]
- 2002: Preisträgerin beim Internationalen Violinwettbewerb in Indianapolis (USA)
- 2005: 1. Preis bei der 9. International Jean Sibelius Violin Competition[8] in Helsinki, als erste Deutsche

Preis für die Beste Interpretation beim  Sibelius-Violinkonzert

## Diskografie
| veröffentlicht | Stücke | Mitwirkende | Verlag/Nr.              | Typ |
| -------------- | --- | ----------- | ----------------------- | --- |
| 2001           | Violine solo - Johann Sebastian Bach: Sonate für Violine solo Nr. 2 a-moll, BWV 1003 - Paul Hindemith: Sonate für Violine allein, op. 31, Nr. 2 - Sergei Prokofjew: Sonate für Violine solo op. 115 - Eugène Ysaÿe: Sonate op. 27, Nr. 3 - Nathan Milstein: Paganiniana |             | Podium, Wolfgang Wendel | CD  |